# Georg Oswald Cott

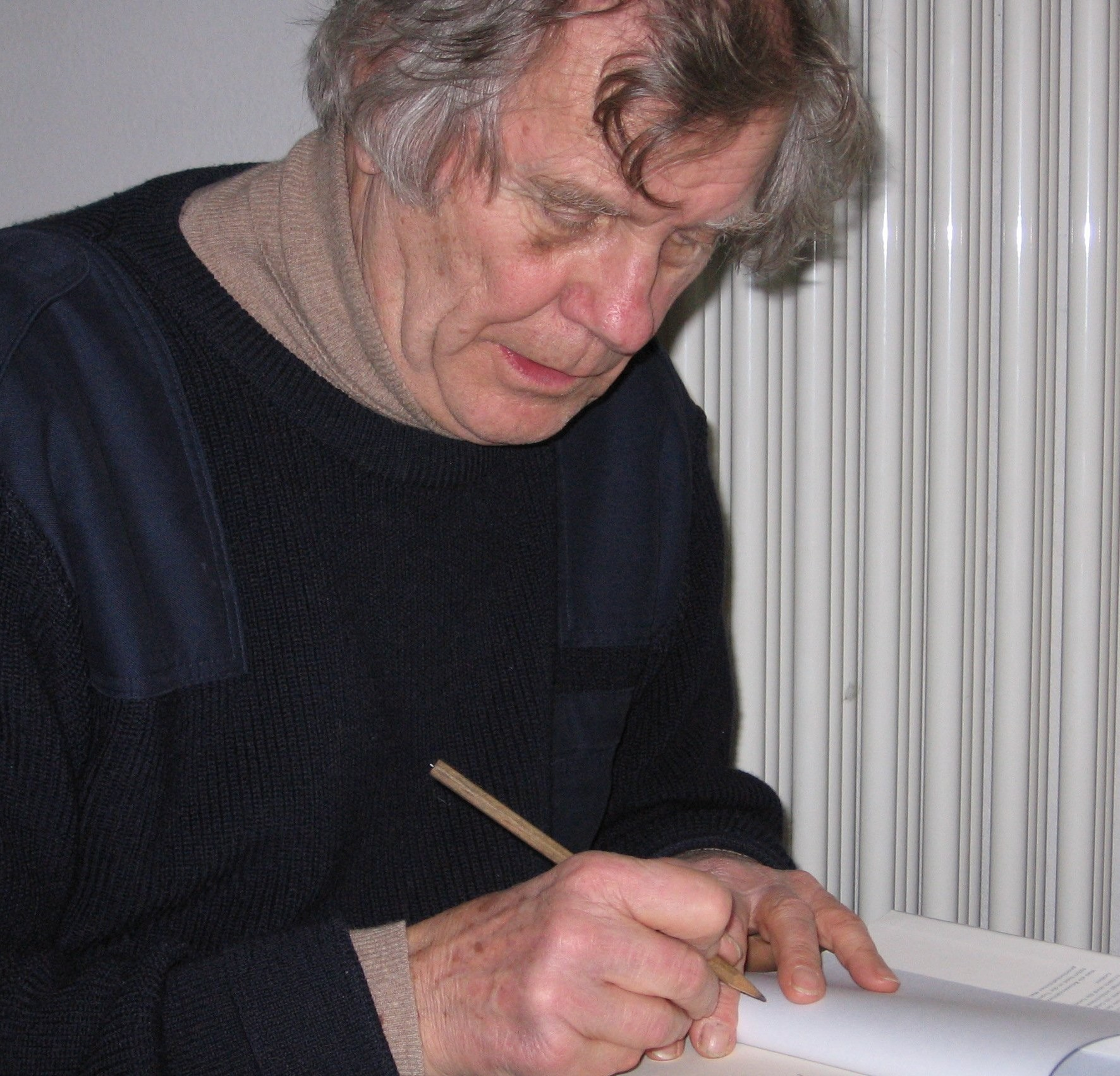
Georg Oswald Cott (2007)

Georg Oswald Cott (* 21. September 1931 in Salzgitter) ist ein deutscher Schriftsteller.

## Leben
Georg Oswald Cott absolvierte eine Lehre als Konditor und legte
später die Meisterprüfung in diesem Beruf ab. Danach begann Cott ein Studium der Berufspädagogik und Germanistik; nachdem er dieses abgeschlossen hatte, war er an diversen Orten als Berufsschullehrer tätig und lehrte später auch an der Universität Hannover. Seit den Sechzigerjahren ist er literarisch aktiv. Cott lebt heute als freier Schriftsteller in Braunschweig.
Seit langem engagiert Georg Oswald Cott sich für den aus Braunschweig gebürtigen deutsch-israelischen Schriftsteller Werner Kraft, dem er zahlreiche Rundfunksendungen und Zeitschriftenbeiträge widmete (s. unten Veröffentlichungen zu Werner Kraft).
Georg Oswald Cott ist Verfasser von Erzählungen, Essays, Gedichten und Hörspielen.
Einige seiner Gedichte sind vertont, in verschiedene Sprachen übersetzt oder werden begleitet von Graphiken zeitgenössischer Maler und werden bewahrt als künstlerisch gestaltete Handpressendrucke in privaten und öffentlichen Sammlungen.
Georg Oswald Cott ist Mitglied im Verband deutscher Schriftsteller und im PEN-Zentrum Deutschland und war mehrfach Teilnehmer des Deutsch-Polnischen Poetendampfers.
Vortrags- und Lesereisen führten ihn u. a. nach China, Russland, Israel und in verschiedene Länder Europas.

## Auszeichnungen (Auswahl)
- Künstlerstipendium für Literatur des Landes Niedersachsen, 1984
- Aufenthaltsstipendium des Landes Niedersachsen für ein Worpsweder Atelierhaus, 1991/92
- Ehrengast der Villa Massimo in Rom, 1997
- Literaturpreis „Das neue Buch“ des Verbands deutscher Schriftsteller, Niedersachsen/Bremen, 1998.
- Verdienstkreuz am Bande des Niedersächsischen Verdienstordens, 2011[1]

## Werke
- Ding und Gegending, Gedichte, mit farbigen Holzschnitten von Herbert Grützner, Braunschweig 1972
- Pusteblumentage, Gedichte, mit Federzeichnungen von Herbert Grützner, Braunschweig 1975
- Tontaubengewißheit, Gedichte, mit einem Vorwort von Helmut Henne, Darmstadt 1976
- unhörbar hörbar, Gedichte, mit Radierungen von Raoul Wüstner, Braunschweig 1977. Geänderte Aufl. Braunschweig 1983
- wenn alles eben wäre, Gedichte, Braunschweig 1981
- kreuzbrav, Gedichte, mit Radierungen von  Raoul Wüstner, Hauzenberg 1987
- Wurfholz, Gedichte, Handpressendruck, Bergen/Holland 1991
- Als ob dir Flügel wachsen, Handpressendruck, mit Farbradierungen und Aquatinta von Helga Schröder, Bremen, Berlin 1992
- Herzschrittmacher, Gedichte, Handpressendruck, Bergen/Holland 1993
- Blindweg nach Klötze – westostelbische Gedichte 1986 bis 1991, Handpressendruck, Bergen/Holland 1996
- Über zwölf Körperlängen,  Gedichte, Handpressendruck, mit Zinkstichen von Heinz Treiber, Pfaffenweiler 1998
- Lessings Grab, Erzählung, mit einem Nachwort von Helwig Schmidt-Glintzer, Braunschweig 1998 / Minsk 2007 (zweisprachig: russisch/deutsch; ins Russische übersetzt von Jelena Semjonowa)
- Stolpersteine, Gedichte, Hauzenberg 1998
- Gargantuas Käfig, satirisches Szenario, Bremen 1998
- Tagwerk, Gedichte, Lüneburg 1999, ISBN 978-3-933156-47-1.
- Karrenspur, Gedichte, Handpressendruck, mit Holzschnitten von Eric van der Wal, Bergen/Holland 2001
- Transit, westostelbische Gedichte, mit Fotografien von Bettina Akinro, mit einem Vorwort von Axel Kahrs zu den Gedichten und einem Vorwort von Rainer Eppelmann zu den Fotografien, Ausstellungskatalog des EXPO 2000 Projekts Grenzenlos-Wege zum Nachbarn, Helmstedt 2000
- Transit, Sonderausstellungskatalog in der Gedenkstätte Deutsche Teilung Marienborn, Marienborn 2002
- Mitlesebuch, Gedichte, mit Holzschnitten von Arno Waldschmidt, Berlin 2002
- Literatur und Grafikblatt, Gedichte, mit farbigen Holzschnitten von Hans Ticha, Witzwort 2002
- Die Flugbahn der Elster, Bestiarium, Hauzenberg 2006 / Minsk 2010 (zweisprachig: russisch/deutsch; ins Russische übersetzt von Jelena Semjonowa)
- Was in der Nähe geschieht, Gedichte, Uetze-Dollbergen 2007
- Eine Hand freihalten, Gedichte, Hauzenberg 2010
- Wurfholz und Echo, Gedichte, mit Zeichnungen von Peter K. Kirchhof, mit einem Vorwort von Hugo Dittberner und Texten der Gruppe Poesie & Alltag, Hauzenberg 2011
- Marienborn. Westostelbische Gedichte, mit einer Fotografie von Bettina Akinro, Hauzenberg 2014, ISBN 978-3-931883-94-2
- Gedichte für ein Lächeln. Mit Zeichnungen und einem Original-Holzschnitt von Karl-Georg Hirsch. (Marmorpapier, Gestaltung und Bindung von Bettina Wija-Stein). Leipzig: Solomon-Presse 2014
- Im Zeitraffer, Menschen und Ereignisse im Braunschweiger Land, Erzählungen, Springe 2017, ISBN 978-3-86674-554-4
- Marienborn/Mattierzoll, westostelbische Gedichte mit Grafiken von Gerd Winner, Ausstellungskatalog zum Gedenken an die innerdeutsche Grenze im Braunschweiger Dom, Braunschweig 2020
- Das Gleichgewicht halten, Gedichte, mit einer farbigen Zeichnung von Tomi Ungerer, Hauzenberg 2021, ISBN 978-3-945823-15-6
- Unter dem Milchstraßengelächter, Gedichte, mit einer Radierung von Peter Marggraf, San Marco Handpresse, Bordenau Venezia 2024

## Veröffentlichungen zu Werner Kraft
- „Was in mir denkt, der Ehe aus Arbeit und Gebet!“ Georg Oswald Cott im Gespräch mit Werner Kraft. In: Die Horen. Jg. 35 (1990) Heft 159, S. 187–198.
- Figur der Hoffnung, Feature, gesendet am 17. Oktober 1990 von Radio Bremen
- Ein schmaler Gang durchs Immergrün. 1933 emigrierte Werner Kraft von Hannover nach Jerusalem. Heute erinnert sich der Sprachforscher, Dichter und Philosoph an die Weggenossen von einst – an Walter Benjamin, Martin Buber und Else Lasker-Schüler. In: Deutsches Allgemeines Sonntagsblatt. 3. Mai 1991, S. 26.
- Werner Kraft. „Ich heiße uns hoffen“. In: Von Dichterfürsten und anderen Poeten. Kleine niedersächsische Literaturgeschichte. Bd. 2: Siebenunddreißig Portraits von Stendhal bis Arno Schmidt. Hrsg. von Jürgen Peters und Wilhelm Heinrich Pott. Hannover: Revonnah Verlag 1994, S. 217–221.
- Der Kondor fliegt ins Morgenland. Begegnung mit Werner Kraft. In: Die Horen. Jg. 41 (1996) Heft 181, S. 104–112.
- In Hoffen und Harren. Gespräch mit Werner Kraft. In: Griffel. Magazin für Literatur und Kritik. 1996, Heft 3 (Mai), S. 26–39.
- Der Wortwächter am Schrein des Buches. Begegnung mit Werner Kraft. In: Braunschweigischer Kalender. 2005, S. 59–63; / in: Naša vera (Unser Glaube), ins Belarussische übersetzt von Jelena Semjonowa-Herzog, Minsk 2022
- Wort aus der Leere. Über den Dichter und Sprachforscher Werner Kraft. In: Die Horen. Jg. 54 (2009) Heft 234, S. 143–162. (Lesefassung eines Radio-Features, ausgestrahlt am 29. Oktober 1991 im 3. Programm des NDR.)
- Kraft, Werner. In: Killy-Literaturlexikon. Autoren und Werke des deutschsprachigen Kulturraumes. 2., vollst. überarb. Aufl. Hrsg. von Wilhelm Kühlmann (u. a.). Bd. 7: Kräm – Marp. Berlin: de Gruyter 2010, S. 7–9.
- Werner Kraft (04.05.1896 - 14.06.1991). Dichter, Philosoph, Bibliothekar. In: Braunschweiger Persönlichkeiten des 20. Jahrhunderts. Kurzbiografien. Arbeitskreis Andere Geschichte e.V. (Hrsg.) Recherchiert von: Reinhard Bein (Projektleiter) (u. a.). Braunschweig: Döring. Bd. 2, 2014, S. 142–145. ISBN 978-3-925268-49-6
- Werner Kraft: Herz und Geist. Gesammelte Aufsätze zur deutschen Literatur [Besprechung]. In: Braunschweiger Kanon der Literatur. 100 Leser, 100 Bücher, 100 Meinungen. Hrsg. von Thomas und Joachim Wrensch. Essen: Erste Liga in der Edition Schmitz 2014, S. 21–22. ISBN 978-3-932443-33-6

### Anthologien und Literaturzeitschriften (Auswahl)
- Beiträge in Literaturzeitschriften, Liederbüchern, Almanachen, Anthologien, Kalendern, Wochen- und Tageszeitungen, Schulbüchern u. a.